# Hercules Graphics Card
La Hercules Graphics Card (HGC) è stata una scheda video che, per la sua diffusione divenne uno standard video ampiamente supportato.

## Caratteristiche
Fu molto comune sugli IBM PC compatibili connessa a monitor monocromatici (a fosfori verdi, ambra o bianchi). Supportava una delle più alte risoluzioni in modalità testo e un'unica risoluzione grafica. Nel 1984 il suo prezzo di listino era di 499 dollari anche se spesso veniva venduta a prezzo più basso di quello di listino.
HGC, a discapito dell'assenza di colori, nella modalità grafica offre una risoluzione maggiore rispetto alla scheda di IBM: 720×350 pixel monocromatico contro le tre modalità grafiche del CGA: 160×200 a 16 colori, 320×200 a 4 colori, 640×200 monocromatico. 
Inoltre HGC è compatibile con lo standard MDA nella modalità testo, visualizzando 80 colonne per 25 righe.
La GPU viene montata su schede video prodotte da Hercules stessa, su bus ISA a 8 bit. 
La scheda video di Hercules mantiene una longeva popolarità fino alla fine degli anni ottanta, soprattutto nel campo della progettazione CAD, permettendo di essere affiancata alle schede CGA e VGA come seconda scheda video e di venire, di conseguenza, utilizzata per costruire soluzioni doppio monitor per la grafica professionale.

## Origini
La Hercules Graphics Card fu sviluppata nel 1982 da Van Suwannukul, fondatore della Hercules Computer Technology. La scheda video fu creata inizialmente per permettergli di lavorare sulla sua tesi di dottorato su un IBM PC utilizzando l'alfabeto thai, la sua lingua madre.

## Specifiche tecniche
La scheda era in grado di visualizzare in modalità testo compatibile con MDA 80×25 caratteri. Ciascun carattere veniva visualizzato in un box di 9×14 pixel, di cui 7×11 formavano il carattere stesso e gli alti per lo spazio fra le lettere la sottolineatura ecc. Alcuni caratteri, come la lettera "m", venivano invece rappresentati utilizzando 8 pixel in orizzontale.
La risoluzione del display era, quindi, di 720×350 pixels calcolando 9 pixel per 80 caratteri in orizzontale e 14 pixel per 25 righe in verticale.
In ogni modo, operando in modalità compatibile MDA, i singoli pixel non erano direttamente indirizzabili
La modalità grafica monocromatica della Hercules Graphics Card invece rendeva indirizzabile ciascun pixel. La risoluzione non era, però, di 720×350 ma di 720×348 pixel con una profondità di colore di 1 bit perché, per motivi tecnici, l'altezza dello schermo doveva essere un multiplo di 4.
La scheda video Hercules Graphics Card supporta due pagine grafiche, una all'indirizzo B0000h e una all'indirizzo B8000h. La seconda pagina può essere abilitata e disabilitata via software in modo da non andare in conflitto con la scheda grafica CGA o VGA. Questo ha reso possibile l'utilizzo di una modalità con due display affiancandola, ad esempio, ad una VGA

## Altri modelli
La HGC originale fu migliorata con l'introduzione di due nuovi modelli:
- L'Hercules Graphics Card Plus (Giugno 1986) che permetteva di avere dei caratteri definibili via software nella modalità testo 80×25.
- L'Hercules InColor Card (Aprile 1987) introduce la gestione del colore simile all'EGA, con 16 colori da una palette di 64 colori. era completamente retrocompatibile con Hercules Graphics Card originale sia nella modalità testo che grafica.